# Veinticuatro de Febrero, Frontera Comalapa
Veinticuatro de Febrero är en ort i Mexiko.   Den ligger i kommunen Frontera Comalapa och delstaten Chiapas, i den sydöstra delen av landet, 800 km sydost om huvudstaden Mexico City. Veinticuatro de Febrero ligger 633 meter över havet och antalet invånare är 925.
Terrängen runt Veinticuatro de Febrero är varierad. Runt Veinticuatro de Febrero är det ganska tätbefolkat, med 108 invånare per kvadratkilometer. Närmaste större samhälle är Frontera Comalapa, 7,2 km sydost om Veinticuatro de Febrero. I omgivningarna runt Veinticuatro de Febrero växer huvudsakligen savannskog.